# Zbigniew Filip
Zbigniew Wojciech Filip (ur. 17 lutego 1970 w Wałbrzychu) – polski biathlonista, olimpijczyk z Albertville 1992.
W trakcie kariery sportowej reprezentował wałbrzyskie kluby: Górnik Wałbrzych (lata 1987–1992) i Biathlon Wałbrzych (od 1993 roku).
Wielokrotny medalista mistrzostw Polski:
- złoty
  - w sztafecie 4 × 7,5 km w latach 1989, 1991–1994,
- srebrny
  - w sztafecie 4 × 7,5 km w roku 1995,
  - drużynowo w roku 1995,
- brązowy
  - w biegu na 10 km w roku 1991,
  - w biegu na 20 km w roku 1991.

Na igrzyskach w Albertville wystartował w biegu na 10 km zajmując 16. miejsce oraz w biegu na 20 km zajmując 72. miejsce.
Jego syn, Bartłomiej Filip, również uprawia biathlon.